# Kommunminister
Kommunminister kallas en minister i en regering, som har särskilt ansvar för kommuners, städers och andra lokala administrationers arbete i förhållande till staten. I olika länder kan titeln vara något olika, så att dess direkta översättning till svenska kan vara till exempel "stadsminister" eller "lokalstyresminister".
För kommunministrar i Sveriges regering, se Sveriges kommunminister. Kommunministrar i Finlands regering sorterar ofta under finansministeriet.